# Journal of Functional Programming
Pour les articles homonymes, voir JFP.
Journal of Functional Programming (JFP) est une revue scientifique spécialisée dans le domaine de la programmation fonctionnelle.